# Clusia latifolia
Clusia latifolia är en tvåhjärtbladig växtart som beskrevs av José Cuatrecasas. Clusia latifolia ingår i släktet Clusia och familjen Clusiaceae. Inga underarter finns listade i Catalogue of Life.